# Mountlake Terrace
Mountlake Terrace é uma cidade localizada no estado norte-americano de Washington, no Condado de Snohomish.

## Demografia
Segundo o censo norte-americano de 2000, a sua população era de 20.362 habitantes.
Em 2006, foi estimada uma população de 20.225, um decréscimo de 137 (-0.7%).

## Geografia
De acordo com o United States Census Bureau tem uma área de
10,8 km², dos quais 10,5 km² cobertos por terra e 0,3 km² cobertos por água.

## Localidades na vizinhança
O diagrama seguinte representa as localidades num raio de 8 km ao redor de Mountlake Terrace.